# Donacaula melinellus
Donacaula melinellus là một loài bướm đêm trong họ Crambidae.